# 卡爾·約翰·貝爾納多特
卡尔·约翰·亞瑟·貝納多特（瑞典語：Carl Johan Arthur Bernadotte；1916年10月31日—2012年5月5日）是古斯塔夫六世·阿道夫和康諾的瑪嘉烈公主的小儿子。曾封达拉纳公爵。
1946年和美国记者谢尔斯廷·维克马克在美国纽约结婚后並因此喪失瑞典王位繼承權及达拉纳公爵头衔，降为伯爵，1988年，在妻子逝世後，他重新娶妻。